# FK Simurq Zaqatala
Maillots
Le Simurq Paşakar Idman Klubu Zaqatala (en azéri : Simurq Peşəkar Idman Klubu Zaqatala), plus couramment abrégé en Simurq PFK, est un ancien club azerbaïdjanais de football fondé en 2005 et disparu en 2015, et basé dans la ville de Zaqatala.

## Historique
- 2005 : fondation du club

## Personnalités du club

### Présidents
- Anar Bakirov

### Entraîneurs
- Giorgi Chikhradze

### Joueurs emblématiques
- Marcin Burkhardt
- Dawid Pietrzkiewicz